# Laphria coerulescens
Laphria coerulescens là một loài ruồi trong họ Asilidae. Laphria coerulescens được Macquart miêu tả năm 1834. Loài này phân bố ở vùng nhiệt đới châu Phi.